# Дерчевко
Дерчевко (пол. Derczewko, нім. Karolinsburg) — село в Польщі, у гміні Ліп'яни Пижицького повіту Західнопоморського воєводства.
Населення — 40 осіб (2011).
У 1975-1998 роках село належало до Щецинського воєводства.

## Демографія
Демографічна структура станом на 31 березня 2011 року:
|          | Загалом | Допрацездатний вік | Працездатний вік | Постпрацездатний вік |
| -------- | ------- | ------------------ | ---------------- | -------------------- |
| Чоловіки | 20      | 4                  | 16               | 0                    |
| Жінки    | 20      | 1                  | 13               | 6                    |
| Разом    | 40      | 5                  | 29               | 6                    |